# Kolbäck

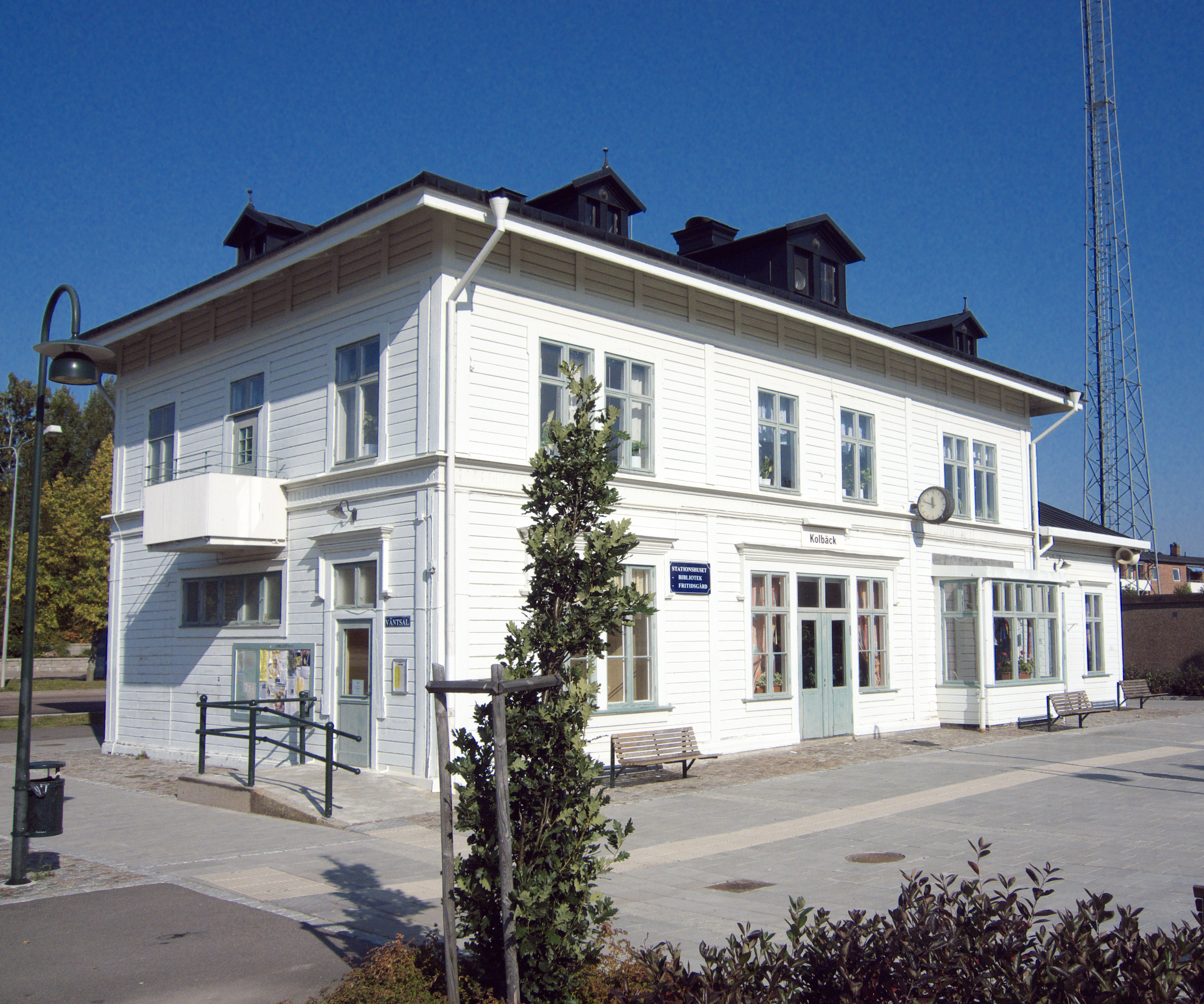
Kolbäcks järnvägsstation

Kolbäck uttal (fil) i sydöstra Västmanland är en tätort i Hallstahammars kommun.  
I Kolbäck finns metall- och verkstadsindustri. Kolbäcksån flyter genom samhället.

## Ortnamnet

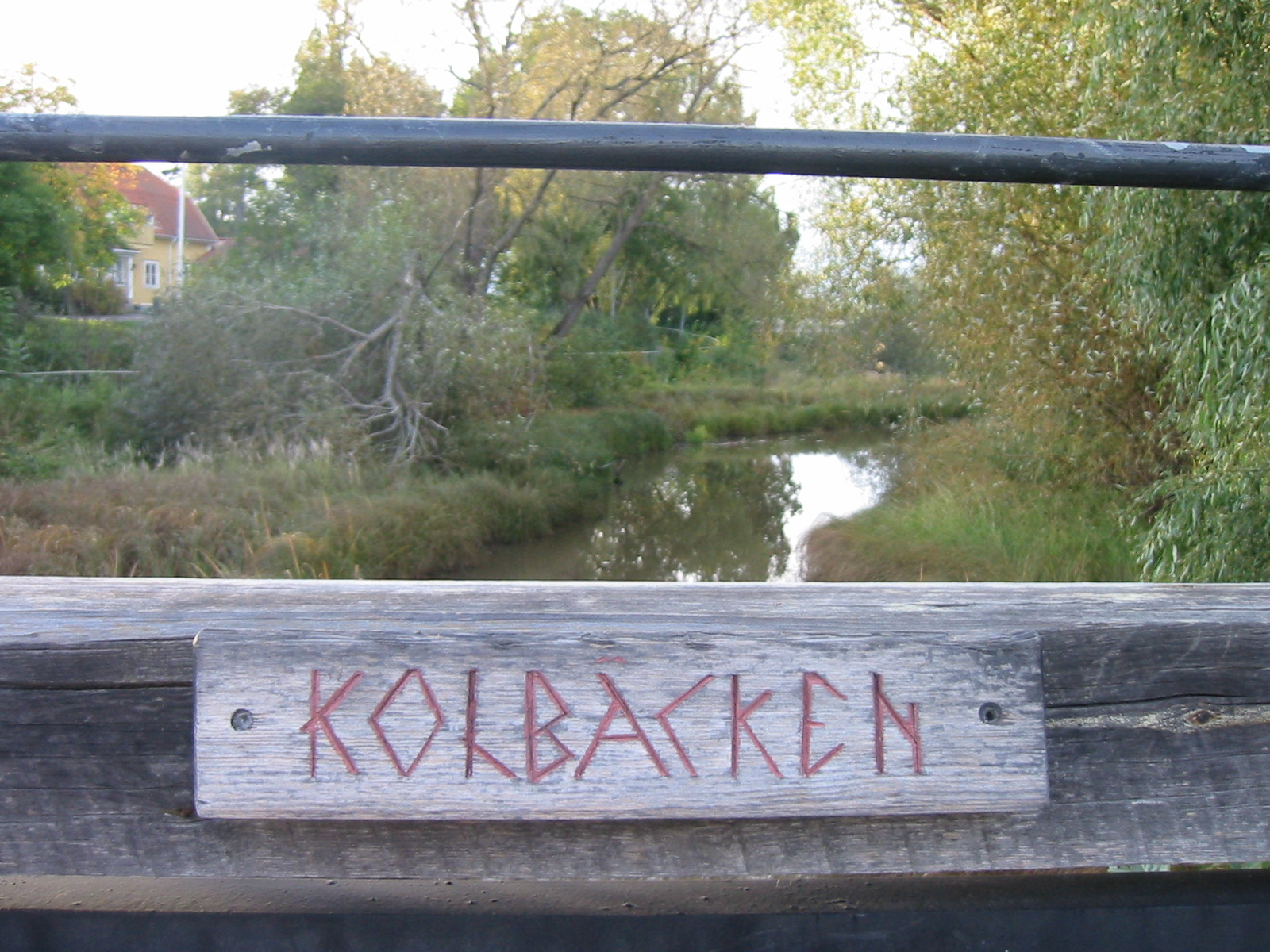
Kolbäcken som gett orten dess namn

Namnet Kolbäck betecknade ursprungligen en närliggande bäck, vars vatten ansågs vara svart som kol. Förklaringen att Kolbäcken (numera ofta kallad Oxelbybäcken) skulle fått sitt namn efter biskop Kol från Strängnäs, som deltog på Birger Jarls sida under slaget vid Herrevadsbro, vederläggs av historikern Lars Gahrn.
Hembygdsföreningens grundare och förste ordförande Karl Arne Ragnar framförde en teori om ortnamnet. I den teorin ska förledet "Kol" syfta till den kulle som fanns där kyrkan nu ligger. Ett av argumenten som talar för den teorin är att Kolbäck enligt Svensk uppslagsbok stavades "Kulbeck" 1331. 

## Historia
Historiskt har Kolbäck varit ett skjutsställe med gästgiveri och tingsplats för Snevringe härad. Gästgiveriet finns kvar och drivs än idag som hotell. Tingshuset är idag privatbostad.  
I samband med att Strömsholms kanal färdigställdes 1795 blev Kolbäck en omlastningsstation för varor som fördes från norra Bergslagen med båt och jordbruksprodukter från kringliggande byar för vidare transport med båt via Borgåsund ut i Mälaren till Stockholm.
Under 1800-talets sista decennier utvecklades Kolbäck till ett stationssamhälle. Alltjämt är stationshuset ortens självklara mittpunkt. Där passerar även den gamla landsvägen Köping-Västerås, E 18:s föregångare och samtidigt samhällets affärsgata. Den betydligt äldre kyrkbyn ligger längre söderut, i det slättlandskapet utmed Kolbäcksån.

## Känd händelse
Slaget vid Herrevad (Herrevadsbro) år 1251, befäste Birger jarls makt i Mellansverige och ledde till grundandet av Stockholm.

### Befolkningsutveckling
| Befolkningsutvecklingen i Kolbäck 1950–2020 | Befolkningsutvecklingen i Kolbäck 1950–2020 | Befolkningsutvecklingen i Kolbäck 1950–2020 | Befolkningsutvecklingen i Kolbäck 1950–2020 | Befolkningsutvecklingen i Kolbäck 1950–2020 |
| ------------------------------------------- | ------------------------------------------- | ------------------------------------------- | ------------------------------------------- | ------------------------------------------- |
|                                             |                                             |                                             |                                             |                                             |
| År                                          |                                             |                                             | Folkmängd                                   | Areal (ha)                                  |
| 1950                                        | 1950                                        |                                             | 1 029                                       |                                             |
| 1960                                        | 1960                                        |                                             | 1 872                                       |                                             |
| 1965                                        | 1965                                        |                                             | 2 437                                       |                                             |
| 1970                                        | 1970                                        |                                             | 2 526                                       |                                             |
| 1975                                        | 1975                                        |                                             | 2 416                                       |                                             |
| 1980                                        | 1980                                        |                                             | 2 380                                       |                                             |
| 1990                                        | 1990                                        |                                             | 2 184                                       | 212                                         |
| 1995                                        | 1995                                        |                                             | 2 043                                       | 212                                         |
| 2000                                        | 2000                                        |                                             | 1 905                                       | 212                                         |
| 2005                                        | 2005                                        |                                             | 1 853                                       | 214                                         |
| 2010                                        | 2010                                        |                                             | 1 951                                       | 222                                         |
| 2015                                        | 2015                                        |                                             | 2 034                                       | 213                                         |
| 2020                                        | 2020                                        |                                             | 2 062                                       | 216                                         |
|                                             |                                             |                                             |                                             |                                             |

## Utbildning
I Kolbäck finns det två skolor. Vallbyskolan från förskoleklass upp till årskurs 3 och en högstadieskola, Tunboskolan, från årskurs 4 till årskurs 9. 

## Sport
- Kolbäcks VK, KVK, är Kolbäcks mest framgångsrika idrottsklubb, och även en av Sveriges inom volleybollen med flera svenska mästerskap både på herr- och damsidan.
- Fotbollsklubben SK91 bildades genom en sammanslagning av Kolbäcks AIF och Sörstafors SK.
- Kaif hockey (Kolbäcks AIF) lades ner när Hallstahammars kommun valde att bygga en ishockeyhall i Hallstahammar istället för i Kolbäck där det fanns en hockeyförening, vilket inte fanns i Hallstahammar. Sune Wretling, som spelat i landslaget, har spelat i Kolbäcks AIF
- Mölntorps IK, brottning och judo. Förr även bandy och volleyboll.
- Kolbäck Hyzers, frisbeegolf.
- Kolbäcks Atletklubb, Kraftsport (ursprungligen Tyngdlyftning, på senare tid Klassisk Styrkelyft)
- Birjer Jarls Dartklubb 1251, dartförening startad 2007
- Mälardalens dansklubb, en framgångsrik dansförening inom BRR-danserna.